# Zeleni Slovenije
Zeleni Slovenije je politická strana na Slovinsku.
Strana vznikla dne 11. června 1989, v průběhu revoluce roku 1989, kdy bylo Slovinsko ještě součástí Jugoslávie. V prvních svobodných voleb ve Slovinsku, Strana zelených získala 8,8% hlasů a získala 8 míst v zákonodárném Národním shromáždění. V roce 1992 po parlamentních volbách strana získala 3,7% hlasů, ztrátila 3 mandáty v parlamentu. Vzhledem k tomu, že v roce 1996 byla určena volební klauzule na 4 procenta, tak se strana do parlamentu již nedostala.
V roce 2008 se strana znovu nedokázala dostat do parlamentu. V roce 2011 strana získala ve volbách přesně 4 000 hlasů, což činilo 0,36%, a dostala tak nejméně hlasů od roku 1990. V roce 2014 strana získala 0,5% a znovu se nedokázala dostat do parlamentu.